# ジョン・M・ラウンジ
ジョン・M・ラウンジ（John Michael "Mike" Lounge、1946年6月28日-2011年3月1日）は、アメリカ合衆国の技術者、アメリカ海軍の軍人、アメリカ航空宇宙局の宇宙飛行士である。スペースシャトルで3度の宇宙飛行を経験し、482時間以上を宇宙で過ごした。1985年のSTS-51-Iと1988年のSTS-26ではミッションスペシャリスト、1990年のSTS-35ではフライトエンジニアを務めた。

## 生い立ち
ラウンジは1946年6月28日にコロラド州デンバーで生まれたが、バーリントンを故郷と考えている。1964年にバーリントン高校を卒業し、1969年に海軍兵学校で理学士号、1970年にコロラド大学ボルダー校で天文地球物理学の修士号を取得した。その後、米国航空宇宙学会でフェローを務めた。

## 軍事のキャリア
ラウンジは海軍兵学校を卒業するとアメリカ海軍に入隊し、その後の9年間様々な任務に就いた。フロリダ州ペンサコーラでの海軍飛行士の訓練を終え、続いてF-4のレーダー回避の訓練も受け、カリフォルニア州ミラマーに本拠地を置く第142戦闘機部隊に所属したと言われている。ここで彼は、航空母艦エンタープライズによる9ヶ月間の東南アジア遠征とアメリカによる7ヶ月間の地中海遠征に参加した。1974年、彼は物理学の教官として海軍兵学校に戻り、その後1976年にワシントンD.C.のNavy Space Project Officeに異動し、2年間勤務した。1978年に彼は海軍の士官を退役した。

## NASAでのキャリア
ラウンジは1978年7月にジョンソン宇宙センターに雇用され、ここでスペースシャトル打上げ衛星の技術者やスカイラブの飛行制御チームとして働いた。
1980年に宇宙飛行士の候補に選ばれ、1年間の訓練と評価を終え、1981年8月に宇宙飛行士となった。STS-1、STS-2、STS-3では、ケネディ宇宙センターで打上げサポートのチームに加わった。最初の宇宙飛行後には、最初の低温燃料の開発に携わった。計画が中止されると、再び宇宙飛行の部署に戻り、1989年から1991年まで宇宙ステーションの運行計画に携わった。

## NASA退職後のキャリア
ラウンジは1991年にNASAを退職し、SPACEHABに加わった。彼はNASAの退職について、「去るのはとても厳しい仕事だが、3度の宇宙飛行は私の公平な取り分で、新しいチャレンジへの用意はできている」と説明している。
2002年には、ボーイング社のスペースシャトルと宇宙ステーション開発プログラムの責任者となった。また2年後には、防衛システムと宇宙探査の開発の責任者となった。

## 死去
2011年3月1日、ラウンジは肝臓癌由来の合併症で死去した。故郷のバーリントンの18番通りの一部をコロラド州は「マイク・ラウンジ・ドライブ」と改名している。